# Barrage des Mesches
Le barrage des Mesches (barrage des Mesce en italien) est un ouvrage d'art construit par les italiens. Il est situé sur le Bieugne, avec pour confluents l'Inferno et le vallon de Casterino. Il est le plus grand barrage du département des Alpes-Maritimes. Il permet d'alimenter quotidiennement en électricité 50 000 personnes habitant dans la vallée de la Roya.

## Description
En 2017, des travaux d'étanchéité sont réalisés sur le barrage, âgé alors de 100 ans, par l'entreprise Freyssinet, filiale spécialisée de Vinci Construction France. Le montant total de l’opération s'élève à 500 000 €.

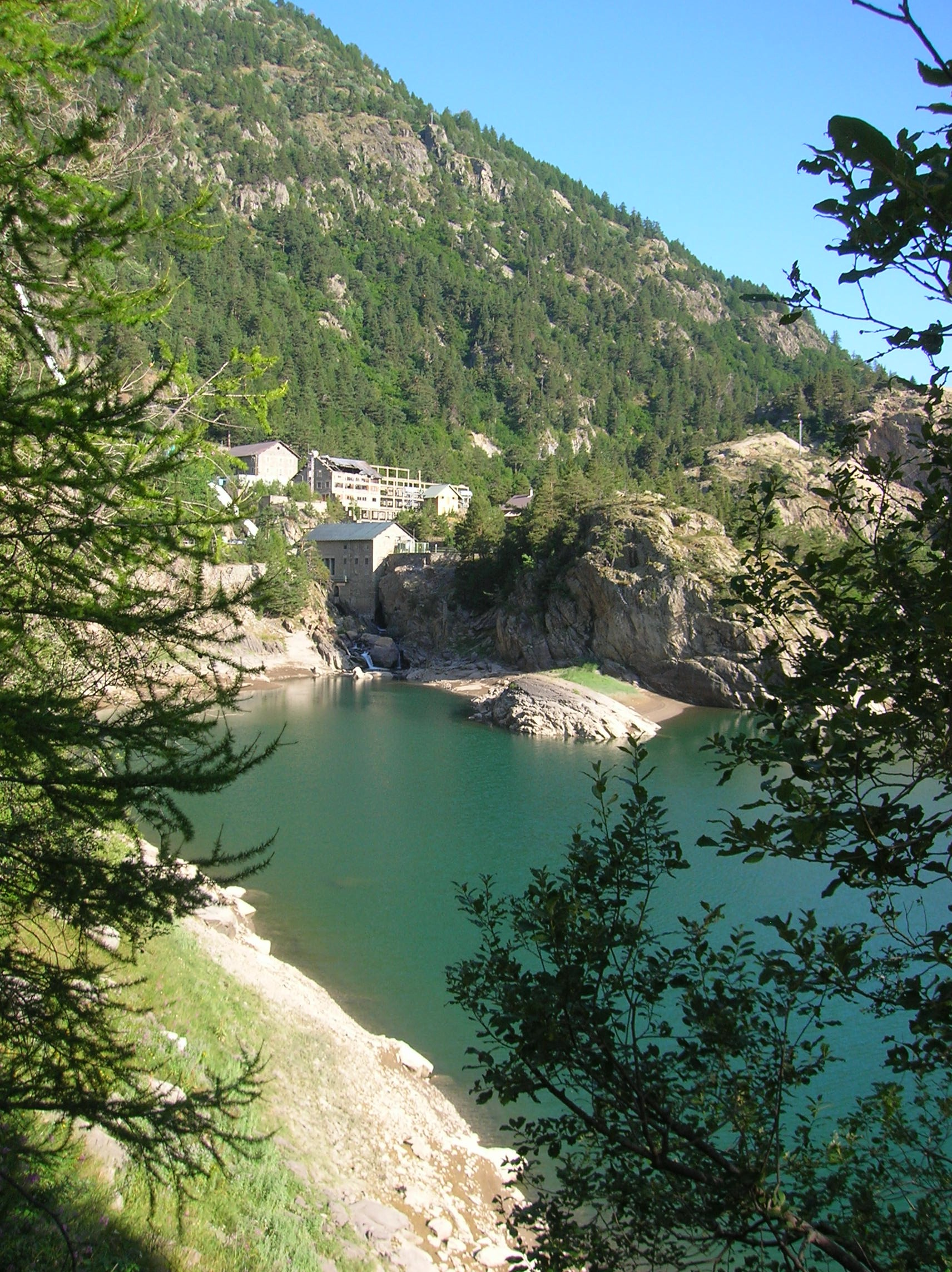
La Centrale des Mesces (ou Mesches).